# Измамниците (филм, 1990)
Вижте пояснителната страница за други значения на Измамниците.
„Измамниците“ (на английски: The Grifters) е американски криминален филм от 1990 г. на режисьора Стивън Фриърс. Сценарият, написан от Доналд Уестлейк, е базиран на едноименния роман на Джим Томпсън от 1963 г. Премиерата на филма е на 14 септември 1990 г. на кинофестивала в Торонто.

## Актьорски състав
| Актьор          | Роля          |
| --------------- | ------------- |
| Джон Кюзак      | Рой Дилън     |
| Анжелика Хюстън | Лили Дилън    |
| Анет Бенинг     | Майра Лангтри |
| Пат Хингъл      | Бобо Джъстъс  |
| Хенри Джоунс    | г-н Симс      |
| Гайлард Сартейн | Джо           |
| Джей Ти Уолш    | Коул          |

## Награди и номинации
| Категория                           | Номиниран(и)            | Резултат                |
| Оскар (25 март 1991 г.)             | Оскар (25 март 1991 г.) | Оскар (25 март 1991 г.) |
| ----------------------------------- | ----------------------- | ----------------------- |
| Най-добър режисьор                  | Стивън Фриърс           | номинация               |
| Най-добър адаптиран сценарий        | Доналд Уестлейк         | номинация               |
| Най-добра женска роля               | Анжелика Хюстън         | номинация               |
| Най-добра поддържаща женска роля    | Анет Бенинг             | номинация               |
| Награда на БАФТА (1992 г.)          |                         |                         |
| Най-добра актриса в поддържаща роля | Анет Бенинг             | номинация               |
| Златен глобус (19 януари 1991 г.)   |                         |                         |
| Най-добра актриса в драматичен филм | Анжелика Хюстън         | номинация               |